# Самородна сірка

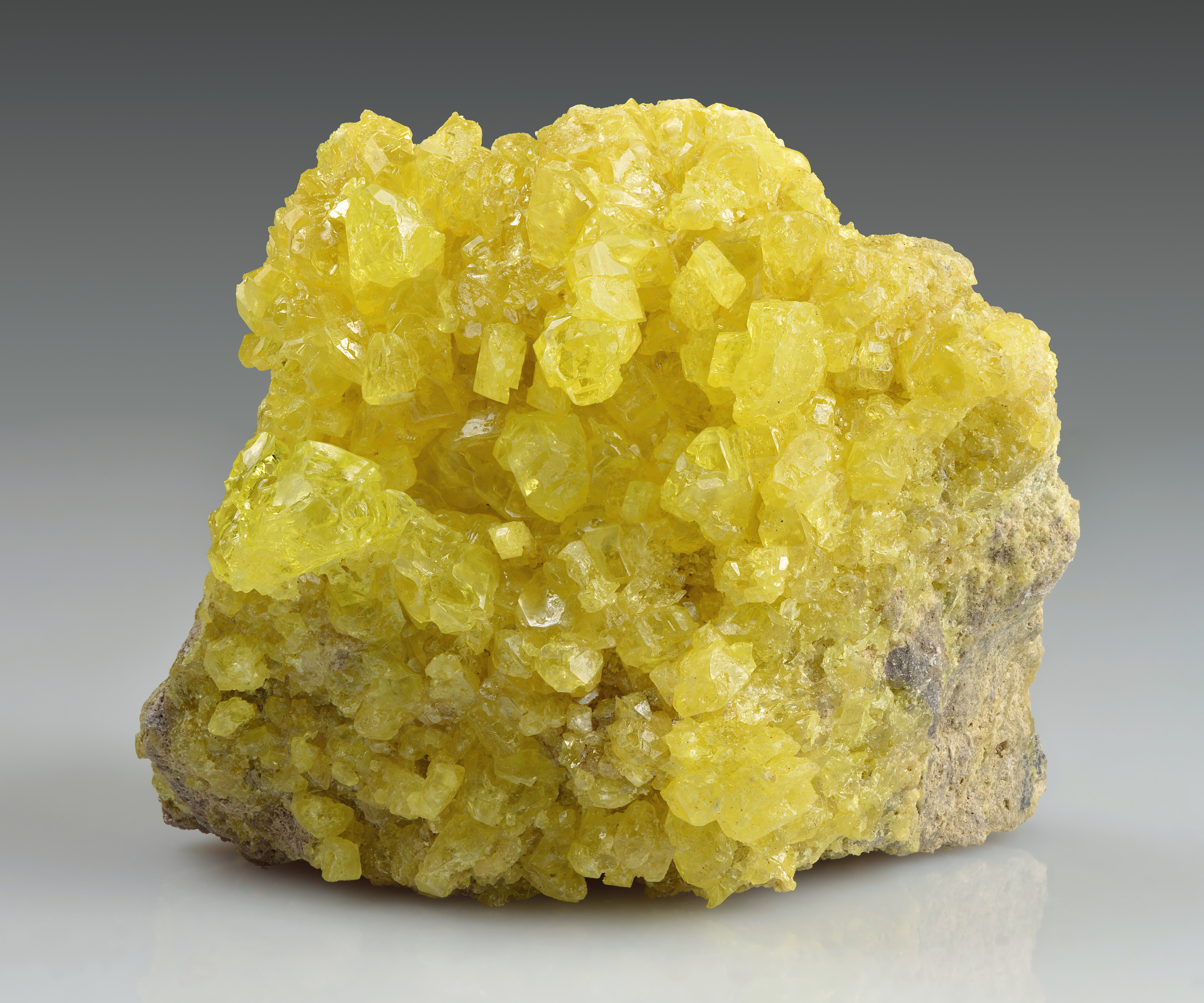
Самородна сірка

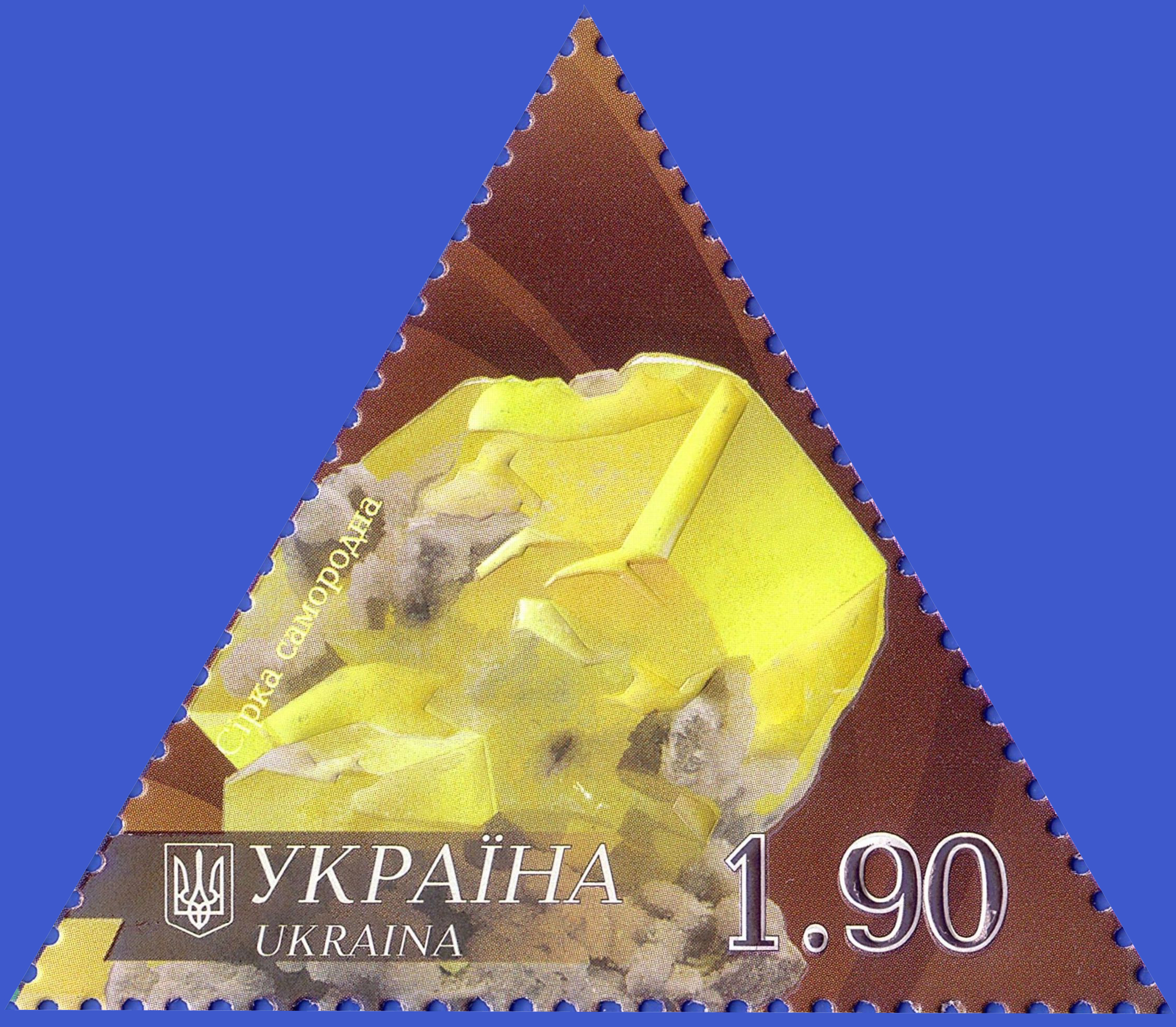
Самородна сірка на українській поштовій марці, 2009 року.

Самородна сірка, сірка-α — мінерал класу самородних елементів. Назва — від санскритського «cira» — світло-жовтий.

## Опис
Практично чиста сірка. Ізоморфні домішки Se (до 1-5,2 %), Те, As, а також механічні домішки глинистих або органічних речовин. Кристалічна структура молекулярна, елементарна чарунка складається з 16 електрично нейтральних кільцеподібних молекул S8, зв'язаних ван-дер-ваальсовими зв'язками. Самородна сірка утворює дипірамідальні товстотаблитчасті кристали, кристалічні аґреґати, суцільну, іноді землисту масу, натічні, нирковидні форми і нальоти. Спайність недосконала. Густина 2,05-2,08. Твердість 1-2. Колір жовтий різних відтінків. Блиск на гранях алмазний, в зламі жирний. Злом раковистий. Крихка. Електропровідність і теплопровідність дуже слабка. Легко плавиться і горить блакитним полум'ям.

## Генезис
Утворюється при вулканічних виверженнях, при поверхневому розкладанні сульфосолей і сульфідів, при розкисненні сірчано-кислих сполук (переважно ґіпсу), при руйнуванні органічних сполук (переважно багатих на сірку асфальтів і нафти), при руйнуванні органічної речовини і при розкладанні сірководню (а також SO2) на земній поверхні.

## Поширення
Світові ресурси самородної сірки на початку XXI ст. складають 1,8 млрд т, у тому числі: в Іраку — 500 млн т, Польщі — 300, Україні — 240, США — 230, Мексиці — 125, Чилі — 110 млн т.

## Переробка та використання
Використовується в хімічній, паперовій, ґумовій та промисловості, сільському господарстві, будівництві доріг та ін.
Збагачується в основному флотацією при вилученні 98-99 % з подальшою плавкою концентратів в автоклавах.
Самородна сірка складає близько 50 % світового видобутку сірки.